# Tüskés Tiborné Szemes Anna
Tüskés Tiborné Szemes Anna (született Szemes Anna, Nagykanizsa, 1930. augusztus 11. ‒ Pécs, 2020. augusztus 23.) magyar középiskolai irodalom- és történelemtanár.

## Élete
Középiskolai tanulmányait a város Notre Dame Leánygimnáziumában kezdte, majd a nagykanizsai Piarista Gimnáziumban érettségizett 1948-ban. Itt ismerkedett meg későbbi férjével, Tüskés Tiborral. 1952-ben magyar‒történelem szakos tanári diplomát szerzett az Eötvös Loránd Tudományegyetemen, ahol tanárai között volt Barta János, Bisztray Gyula, Deme László, Gyergyai Albert, Király István, Komlós Aladár, Lőrincze Lajos, Pais Dezső, Turóczi-Trostler József és Waldapfel József.
1952 júliusától a pécsi Cséti Ottó Bányaipari Technikumban tanított magyart és történelmet. 1956. szeptember 1-jétől 1984. július 31-ig a pécsi Leőwey Klára Gimnázium magyar nyelv és irodalom tanára, a magyar irodalmi szakkör vezetője volt. 1984. augusztus 1-jétől nyugdíjazásáig, 1988. december 31-ig a Baranya Megyei Pedagógiai Intézet pedagógiai munkatársaként, 1987-től az intézet vezető pedagógiai szaktanácsadójaként dolgozott. 1982‒1993 között magyar nyelvet tanított a Pécsi Orvostudományi Egyetem külföldi hallgatóinak. 1986-tól megbízási szerződés keretében néhány évig a pécsi Apáczai Csere János Nevelési Központ Gimnáziumában is tanított. 1991 szeptemberétől 1994 júniusáig a pécsi Hittudományi Főiskolán tanított magyar nyelv- és beszédművelést óraadóként; ellátta a tanulmányi iroda ügyintézési feladatait.

## Családja
Szülei: Horváth Rozália (Nagykanizsa, 1905. szept. 29. ‒ Nagykanizsa, 1970. aug. 1.) a nagykanizsai Ideál Kötő-szövőgyár alkalmazottja, később háztartásbeli és Szemes János (Nagykanizsa, 1902. febr. 16.‒ Nagykanizsa, 1961) szíjgyártósegéd, majd iskolai altiszt. 1953 májusában polgári, augusztusban egyházi házasságot kötött Tüskés Tiborral. 1989 júniusában a Pécsi Városi Bíróság a házasságot felbontotta. Gyermekeik: Tüskés Gábor (1955) irodalomtörténész és Tüskés Tünde (1959) középiskolai angoltanár, szalmafonó népi művész. Unokái között van Tüskés Anna (1981) irodalomtörténész, művészettörténész és Tóth Bálint Péter (1985) fordító.

## Munkássága
Tanári munkájában törekedett a reális tapasztalatból származó, megalapozott, magas minőségű tárgyi tudás átadására, amit igyekezett összekapcsolni az érzelmi neveléssel. Az önálló vélemény kialakításának és a képességfejlesztésnek számos, nem hagyományos formáját alkalmazta. Kihasználta a Pécs által biztosított tudásgazdag tanulási környezet lehetőségeit; módszeresen fejlesztette a tanulók egymás közti érintkezésének és a diák–tanár kapcsolat formáit. A formális oktatás keretein túlmutató, önálló munkára ösztönzésben, a gondolkodási képességek fejlesztésében és az egész életen át tartó tanulásra történő felkészítésben évtizedekkel megelőzte a bolognai folyamat elvárásait. Folyamatosan figyelemmel kísérte a régi és a modern magyar irodalommal kapcsolatos szakmunkákat, folyóiratokat, felhasználta ezek eredményeit, és felhívta a diákok figyelmét a kortárs magyar irodalom fejleményeire. Osztályfőnökként és szakkörvezetőként számos kiállítást, megemlékezést rendezett, szakköri és osztálykirándulásokat szervezett. A 90-es években magántanítványok sorát készített fel az érettségire és az egyetemi felvételire. Feladatának tekintette, hogy az irodalommal történeti tudatosságra neveljen. Igyekezett bemutatni a különféle irodalmi áramlatok örökségét, társadalmi problémák iránti érzékenységét, etikai értékeit, önismeretre serkentő lehetőségeit.
Tanári munkájának fontos része volt a Tüskés Tiborral kialakított munkakapcsolat. Az ötvenes évek közepétől folyamatosan támogatta férje tanári, irodalomkritikusi, irodalomtörténészi és szerkesztői munkáját. Tüskés Tibor Irodalmi nevelés a tanórán kívül (A tanítás problémái 4.) (Budapest, Tankönyvkiadó, 1969, 21970, 31977) című tanári kézikönyvébe és Kortárs irodalom a középiskolában. Az élő magyar irodalom tanításának módszertani kérdései (Budapest, Tankönyvkiadó, 1970 [A tanítás problémái]) című oktatásmódszertani könyvébe az ő tapasztalatai is beépültek. Mindketten komplex esztétikai nevelésre törekedtek, és szorgalmazták a nem irodalmi tudati megnyilvánulások bevonását az irodalom oktatásába.
Pedagógiai tárgyú hagyatékát a Magyar Nemzeti Levéltár Baranya Megyei Levéltára őrzi. Tanári és hivatali munkája során levelezett írókkal, költőkkel, kritikusokkal és irodalomtörténészekkel, köztük például Takáts Gyulával, Fodor Andrással, Bertók Lászlóval, Szécsi Margittal, Bertha Bulcsuval, Vekerdi Lászlóval, Vargha Balázzsal, Görömbei Andrással, Domokos Mátyással, Bókay Antallal és Jánosi Zoltánnal. Levelezéséből kiemelkedik a Koch Valéria költővel mintegy harminc éven át, a költő haláláig folytatott levelezés.

## Főbb művei
- Tüskés Tiborné, Az értéket továbbadni. A magyar irodalmi szakkör munkájáról, in: Dr. Nagy Gyuláné (szerk.), A pécsi Leőwey Klára Gimnázium 75 éve, Pécs: Leőwey Klára Gimnázium, 1982, 70-74.
- Tüskés Tiborné (szerk.), Baranya Megyei Pedagógiai Híradó: A Baranya Megyei Tanács Pedagógiai Intézetének kiadványa 1 (1987), 1 ‒ 3 (1989), 1 [összesen hét szám].

## Díjak, kitüntetések
- 1986: „Kiváló Munkáért” kitüntetés